# Ceasornicarul orb
Ceasornicarul orb este o carte scrisă de Richard Dawkins în anul 1986, în care se prezintă teoria evoluționistă din prisma selecției naturale. De asemenea, prezintă argumente pentru a refuza criticile asupra cărții sale anterioare, Gena egoistă (ambele cărți sunt făcute să popularizeze teoria bazată pe gene a evoluției, numită chiar teoria genei egoiste).

## Prezentare generală

### Titlul
În alegerea titlului acestei cărți, Dawkins face referință la celebra analogie a ceasornicarului, făcută de William Paley, în cartea sa Teologia naturală. Paley, argumentând cu mai bine de 50 de ani înaintea apariției Originii speciilor că această complexitate a ființelor vii nu putea fi atinsă decât cu prin intermediul unui creator, creând astfel o paralelă între teoria creaționistă și complexitatea unui ceas ce obligă pe oricine să tragă concluzia că acesta a avut un creator.
| „ | Să presupunem că în timp ce traversez un câmp m-aș împiedica de o piatră și m-aș întreba cum a ajuns acolo; aș putea răspunde, oricâte dovezi contrare aș avea, că piatra zăcea acolo dintotdeauna; și probabil că nu ar fi prea lesne de demonstrat absurditatea acestui răspuns. Dar să presupunem că aș găsi pe jos un ceas și m-aș întreba cum a ajuns ceasul acolo; ar fi greu să-mi vină în minte răspunsul pe care l-am dat înainte, acela că, dupa câte știu, ceasul a fost acolo dintotdeauna. Ceasul trebuie să fi avut vreun creator . | ” |
| —William Paley, Teologia naturală În dezvoltarea argumentării sale legate de explicarea modului în care selecția naturală afectează evoluția diferitelor organisme complexe, Dawkins arată mai întâi diferența dintre probabilitatea ca un organism complex să fi evoluat din pură întâmplare în opoziție cu selecția cumulativă, în acest caz organismul complex fiind doar rezultatul multiplelor serii de mici mici mutații (atât de mici încât uneori sunt neobservabile la nivelul fenotipului) suferite de specie de-a lungul milioanelor de ani. Dawkins folosește pentru a exemplifica spusele sale un program numit Programul Nevăstuică, ce are rolul de a produce o frază dată printr-un numar de mici „mutații” pentru a o aduce la forma dorită. De asemenea, el dă exemplul ochiului, unul din exemplele favorite ale lui Paley, arătând o cale de evoluție prin metoda pașilor mărunți: mai întâi o pată pe epiderma fotosensibilă, apoi o scobitură fotosensibilă, apoi o cameră obscură, precum la sepii și calmari , în cele din urmă apărând cristalinul. 1. 2. 3. | |   |